# St. Rochus (Mönchengladbach)

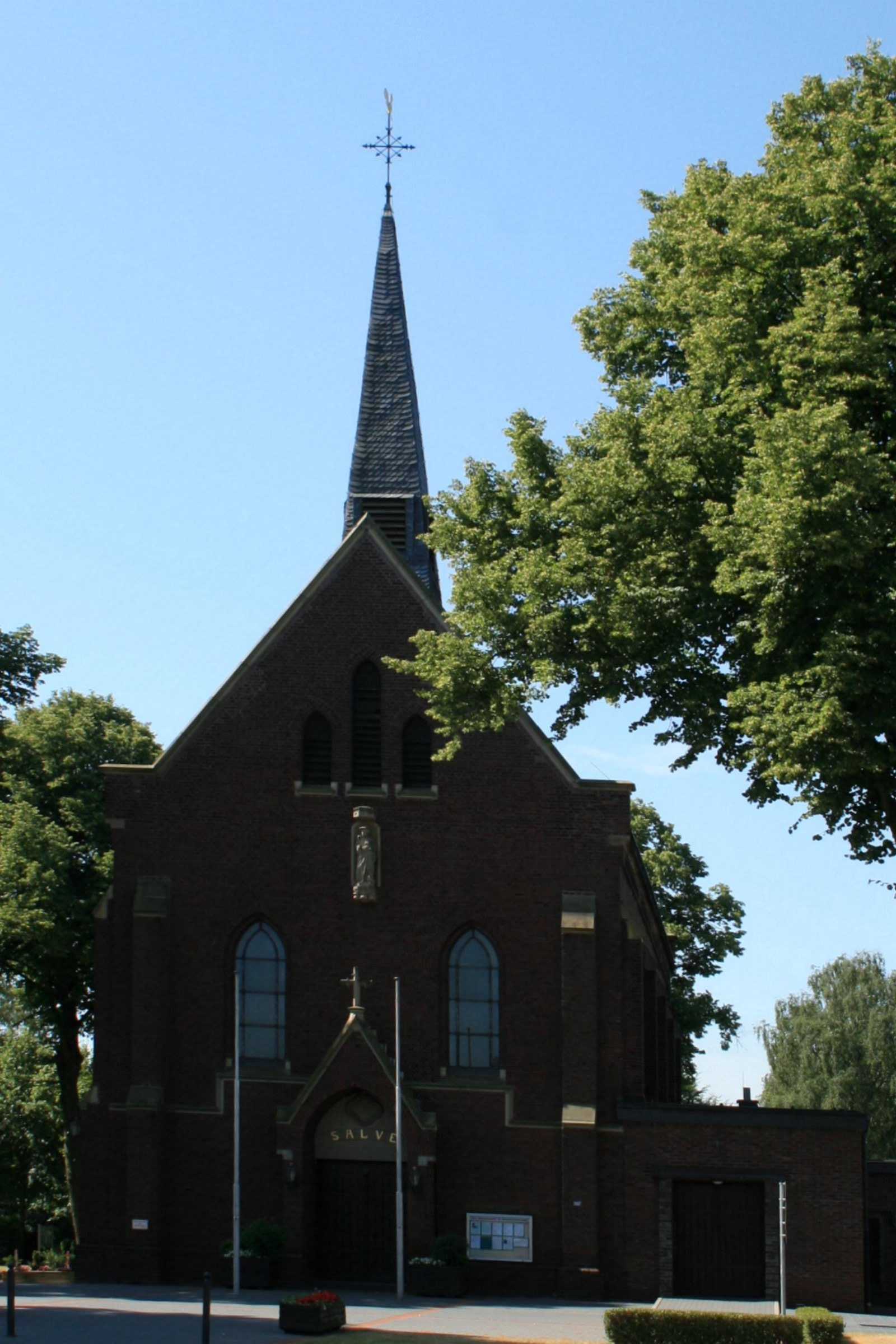
Kirche (2010)

Die katholische Pfarrkirche St. Rochus steht im Stadtteil Broich in Mönchengladbach (Nordrhein-Westfalen), Rochusstraße 307.
Das Gebäude wurde 1904/05 erbaut. Es wurde unter Nr. R 068 am 26. Februar 1992 in die Denkmalliste der Stadt Mönchengladbach eingetragen.

## Lage
Das Objekt liegt nordwestlich der ehemaligen Mutterpfarre St. Helena an der Straße von Rheindahlen nach Broich und Peel in einem noch teilweise intakten ländlichen Bereich. Nach Südwesten schließt sich hinter der Kirche der Friedhof an, östlich der Kirche liegt das Pfarrhaus.

## Architektur
Es handelt sich um einen giebelständigen, einschiffigen kreuzrippengewölbten Backsteinbau mit vier Jochen unter einem Satteldach und nach Südwesten gerichtetem Fünfachtelchorschluss in neugotischer Architekturformensprache. Grundsteinlegung 1904, Rektorat 1907, Pfarrerhebung 1911. 